# La Fille de Dracula (film, 1936)
Pour plus de détails, voir Fiche technique et Distribution.
La Fille de Dracula (Dracula's Daughter) est un film américain réalisé par Lambert Hillyer, sorti en 1936.
C'est la suite de Dracula (1931), on y retrouve Edward Van Sloan, seul acteur ayant participé au premier film. La Fille de Dracula raconte l'histoire de la comtesse Marya Zaleska, fille du comte Dracula et elle-même vampire, qui tente de se libérer de l'influence de son père afin de vivre comme un être humain.

## Résumé
L'action commence peu de temps après la fin de Dracula. Le comte Dracula a été détruit par le professeur Van Helsing. Celui-ci, interrogé par Scotland Yard, peine à convaincre les policiers que ce n'est pas un meurtre, le comte étant déjà mort depuis 500 ans. Il demande l'aide d'un psychiatre, le docteur Jeffrey Garth, l'un de ses brillants anciens étudiants. Pendant ce temps, avec son serviteur Sandor, la comtesse Marya Zaleska (fille de Dracula) dérobe le corps du comte à la morgue de  Scotland Yard et le brûle rituellement, avec l'espoir d'interrompre la malédiction. Mais ce rite ne parvient pas à assouvir sa soif de sang. La comtesse part en chasse, hypnotisant ses victimes avec sa bague exotique. Après avoir rencontré un jeune psychiatre, le docteur Garth, dans une réception, la comtesse lui demande de l'aider à échapper à ses influences néfastes. Le docteur lui conseille de résister à ses démons en les affrontant, et la comtesse commence à espérer qu’elle et la science du docteur seront assez forts pour vaincre l’influence de Dracula.
Elle envoie Sandor chercher un jeune modèle pour la peindre ; il lui amène Lili. Au début, elle parvient à résister, mais elle finit par succomber et attaque la jeune femme. Lili survit à l'attaque mais, quand le docteur l'hypnotise pour savoir ce qui s'est passé, elle a un arrêt cardiaque et meurt. La comtesse en vient à accepter l'idée que sa guérison est impossible, et - le docteur ayant découvert la vérité à son sujet -  elle l'attire en Transylvanie en kidnappant Janet, la femme qu'il aime. Elle a l'intention de le transformer en vampire pour en faire son compagnon éternel. Garth accepte d'échanger sa vie contre celle de Janet. Juste avant la transformation, la comtesse est frappée en plein cœur par une flèche tirée par Sandor, qui se venge car elle n'a pas tenu sa promesse de le rendre immortel.
Il vise ensuite Garth mais il est tué par un policier.

## Fiche technique
- Titre : La Fille de Dracula
- Titre original : Dracula's Daughter
- Réalisation : Lambert Hillyer
- Scénario : Garrett Fort, d'après Dracula de Bram Stoker
- Musique : Heinz Roemheld
- Photographie : George Robinson
- Technicien du son : Gilbert Kurland
- Effets visuels : John P. Fulton
- Direction artistique : Albert S. D'Agostino
- Montage : Milton Carruth
- Costumes : Brymer
- Producteur : E.M. Asher
- Société de production et de distribution : Universal Pictures
- Pays d'origine : États-Unis
- Format : Noir et blanc - 1,37:1 - Mono - 35 mm
- Genre : Horreur
- Durée : 71 minutes
- Date de sortie : 
  - États-Unis : 11 mai 1936
- Affiche : Joseph Koutachy (France)

## Distribution
- Otto Kruger : Jeffrey Garth
- Gloria Holden : la comtesse Marya Zaleska, la fille de Dracula
- Marguerite Churchill : Janet
- Edward Van Sloan : le professeur Van Helsing
- Gilbert Emery : Sir Basil Humphrey
- Irving Pichel : Sandor
- Halliwell Hobbes : Hawkins
- Billy Bevan : Albert
- Nan Grey : Lili
- Hedda Hopper : Lady Esme Hammond
- Claud Allister : Sir Aubrey
- Edgar Norton : Hobbs
- E.E. Clive : Sergent Wilkes
- Eily Malyon : Mlle Peabody (infirmière)
- Douglas Wood (non crédité) : Dr Townsend
- Vernon Steele (non crédité) : Squires
- Paul Weigel
- Christian Rub
- Bert Sprotte
- Elsa Janssen
- Hedwiga Reicher

## Autour du film
- Ce film combine audacieusement pour l'époque le mythe de Dracula avec les théories psychanalytiques : « Que cherche en effet la fille du célèbre vampire sinon se détacher de l’emprise d’un père mort et tout-puissant ? Le vampirisme y apparaît ainsi comme l’expression névrotique d’un complexe d’Œdipe mal réglé ». Le film suggère aussi, de façon au moins aussi audacieuse, la bisexualité de la fille du vampire[1].
- Dans la nouvelle Dracula's Guest de Bram Stoker, un homme (supposé, mais sans certitude, être Jonathan Harker, l'un des protagonistes de Dracula), rencontre une femme vampire, mais il n'y a aucun lien de parenté entre cette femme et Dracula. Les scénaristes du film ont recentré l'histoire autour de la légende du célèbre vampire.
- Les réalisateurs James Whale (Frankenstein et La Fiancée de Frankenstein), très occupé alors par la préparation de Show-Boat (avec Irene Dunne), puis A. Edward Sutherland ont renoncé à réaliser La Fille de Dracula[2].
- À l'origine, le film devait être interprété par Jane Wyatt et Bela Lugosi (interprète de Dracula dans le film de 1931), puis les studios ont annoncé la participation de Boris Karloff et Colin Clive (acteurs principaux de Frankenstein et La Fiancée de Frankenstein), de Cesar Romero ou encore d'Herbert Marshall mais, finalement, aucun d'eux ne joue dans La Fille de Dracula. L'image de Bela Lugosi apparait dans le cercueil de Dracula, sous la forme d'un masque de cire. Finalement, ce film offre un premier rôle principal à Gloria Holden. Mais il semble qu'elle ait été extrêmement réticente à se voir attribuer ce rôle. Comme de nombreux acteurs, Holden méprisait les films d'horreur. Elle avait également vu Bela Lugosi lutter au cours des années qui ont suivi la création de Dracula pour se libérer de son personnage, et craignait que ce rôle ne lui réserve le même sort. Le critique Mark Clark pense que, ironiquement, le dégoût de Holden pour le rôle a peut-être contribué à la qualité de sa performance. « Son dédain pour le rôle se traduit par une sorte de dégoût de soi qui convient parfaitement à son personnage troublé »[3].

## Galerie

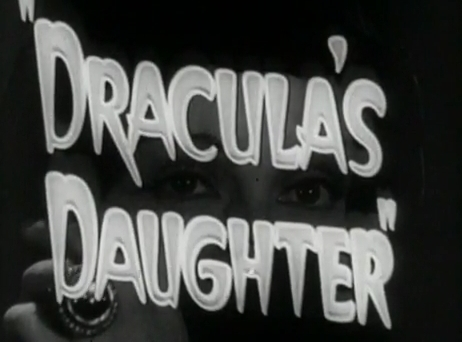
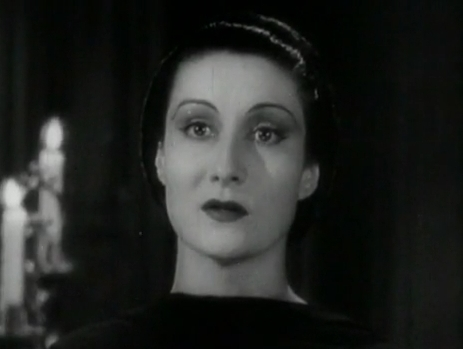
Gloria Holden
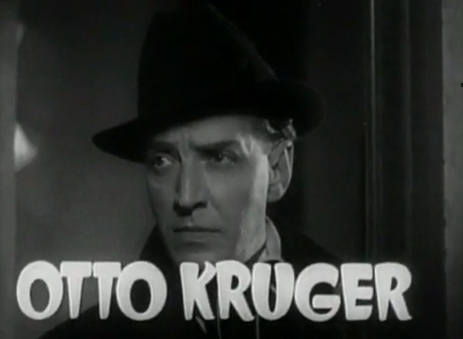
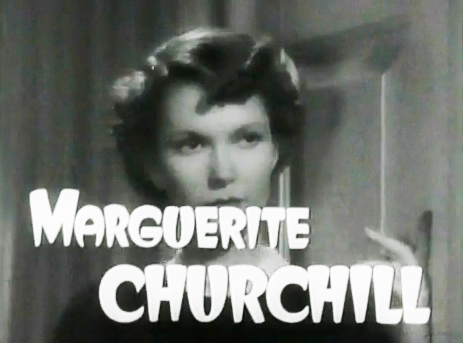
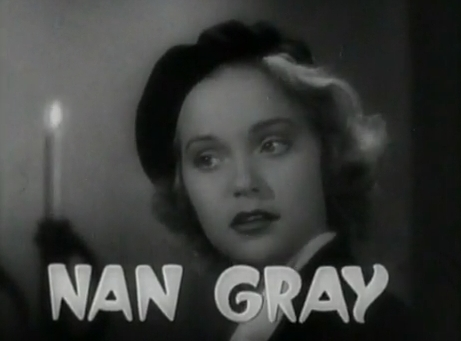
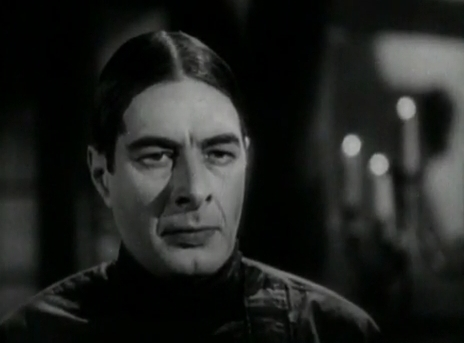
Irving Pichel
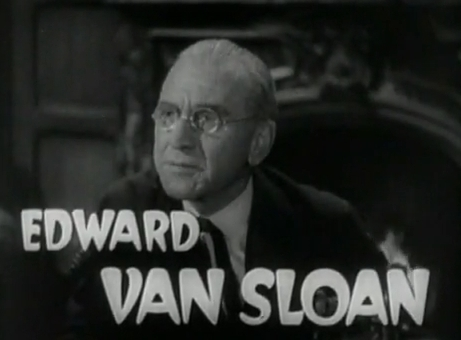